# Wally Masur
Wally Masur (n, 13 de mayo de 1963 en Southampton, Inglaterra) es un exjugador de tenis australiano. 

## Palmarés
En su carrera ha conquistado 19 torneos ATP y su mejor posición en el ranking de individuales fue Nº15 en octubre de 1993 y en el de dobles fue N.º 8 en abril de 1993.